# Mariusz Skałba
Mariusz Zbigniew Skałba (ur. 1963) – polski matematyk, doktor habilitowany nauk matematycznych. Specjalizuje się w teorii liczb oraz ubezpieczeniach i matematyce ubezpieczeniowej. Profesor nadzwyczajny w Zakładzie Matematyki Finansowej i Ubezpieczeniowej oraz Instytucie Matematyki Wydziału Matematyki, Informatyki i Mechaniki Uniwersytetu Warszawskiego, a wcześniej pracował także w Instytucie Matematycznym PAN oraz w Szkole Głównej Handlowej (Katedra Ekonomii I).

## Życiorys
Absolwent I Liceum Ogólnokształcącego im. Mikołaja Kopernika w Krośnie w 1982. W liceum trzykrotnie zakwalifikował się do finału krajowej olimpiady matematycznej. Studia matematyczne ukończył na Uniwersytecie Warszawskim. W 1987 roku otrzymał I nagrodę (ex aequo) w konkursie im. Józefa Marcinkiewicza na najlepszą pracę studencką z matematyki. Stopień doktorski uzyskał na UW w 1991 na podstawie pracy pt. Uogólnienie stałej Davenporta i zastosowania w algebraicznej teorii liczb, przygotowanej pod kierunkiem prof. Jerzego Browkina. Habilitował się w Instytucie Matematycznym PAN w 2005 na podstawie oceny dorobku naukowego i rozprawy pt. Kongruencje wielomianowe. Członek Komitetu Głównego Olimpiady Matematycznej oraz członek założyciel Stowarzyszenia na Rzecz Edukacji Matematycznej. Ponadto jest członkiem Komisji Egzaminacyjnej dla Aktuariuszy przy Komisji Nadzoru Finansowego.
Jest autorem podręcznika Ubezpieczenia na życie (wyd. I – 1999, wyd. II – 2002: Wydawnictwa Naukowo-Techniczne, ISBN 83-204-2709-6) oraz współautorem (wraz z Andrzejem Białynickim-Birulą) podręcznika Lectures on Number Theory (Wydawnictwa Uniwersytetu Warszawskiego 2016, ISBN 978-83-235-2496-0). Swoje prace publikował w takich czasopismach jak m.in. „Acta Arithmetica”, „Colloquium Mathematicum”, „Archiv der Mathematik”, „Journal Of Number Theory” oraz „Transactions of American Mathematical Society”.